# Turn-Weltmeisterschaften 1966

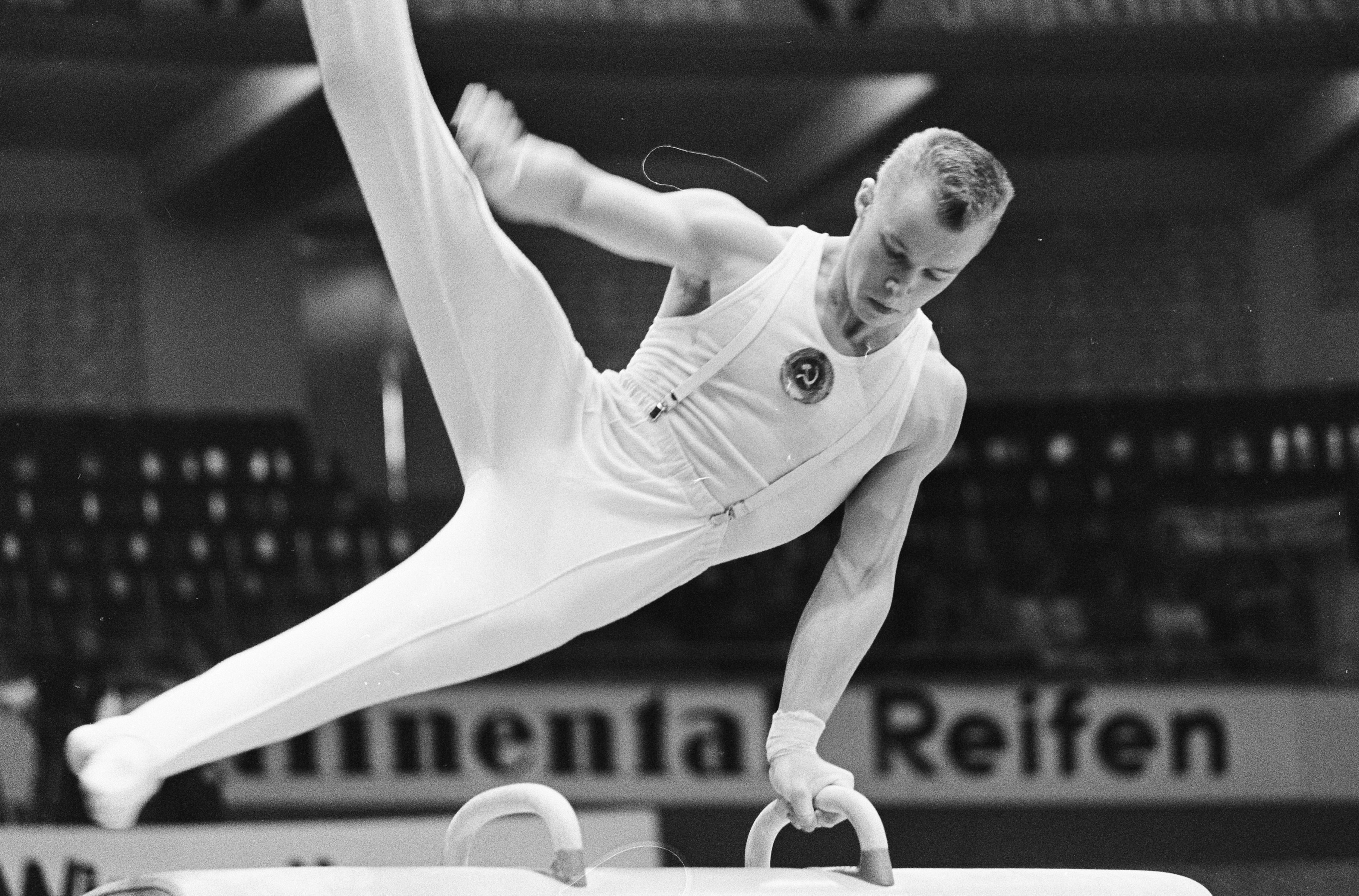
Mehrkampfweltmeister Michail Woronin

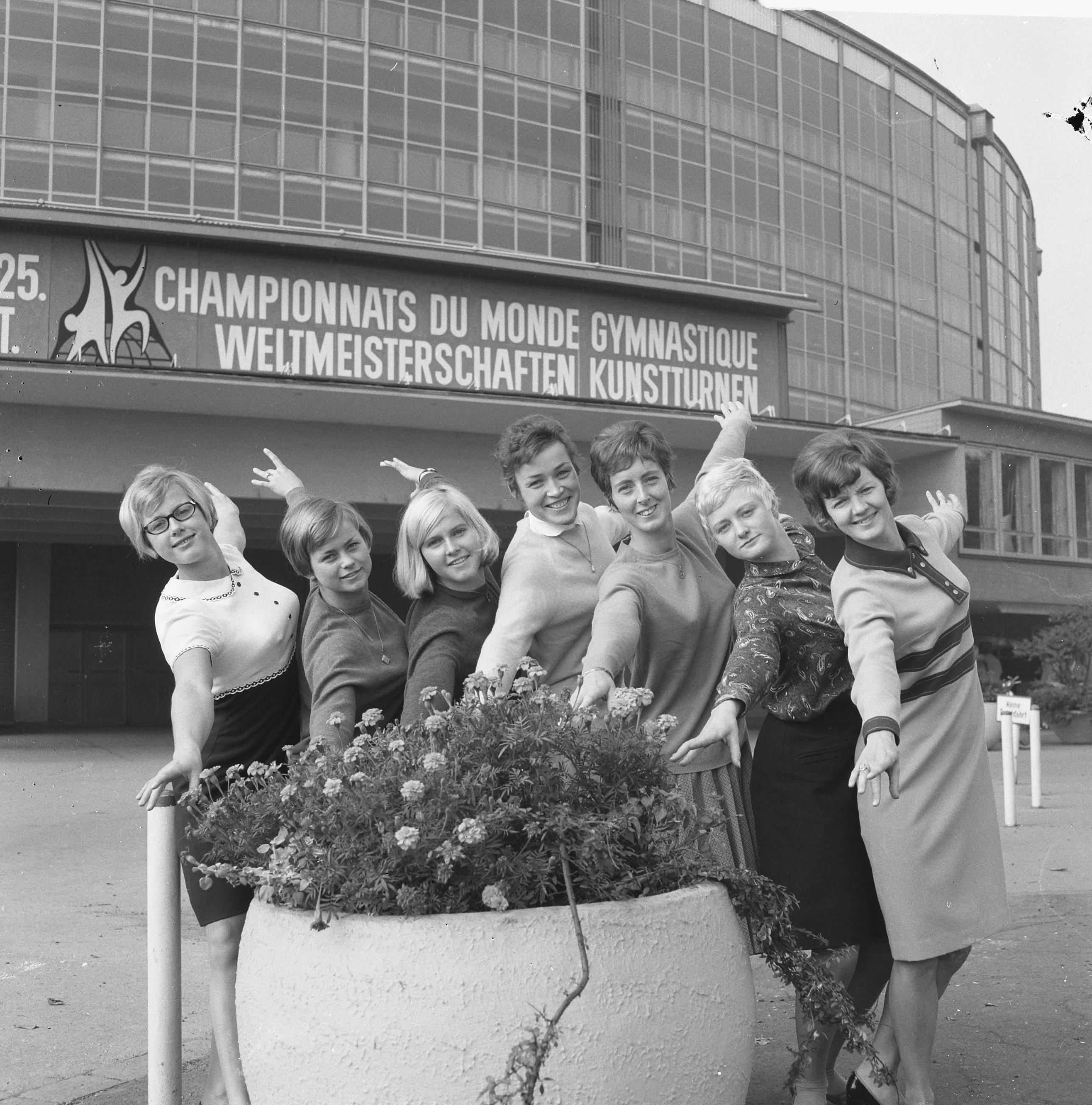
Die Niederländerinnen vor der Westfalenhalle

Die 16. Turn-Weltmeisterschaften fanden vom 21.–25. September 1966 in der Westfalenhalle in Dortmund und damit erstmals auf deutschem Boden statt.

## Teilnehmer
| - Australien - Belgien - Bulgarien - Dänemark - Deutsche Demokratische Republik - BR Deutschland - Finnland - Frankreich - Israel - Italien - Japan | - Jugoslawien - Kanada - Kuba - Luxemburg - Mexiko - Mongolei - Neuseeland - Niederlande - Norwegen - Österreich - Polen | - Portugal - Rumänien - Schweden - Schweiz - Sowjetunion - Spanien - Südafrika - Tschechoslowakei - Ungarn - Vereinigte Staaten - Vereinigtes Königreich |

## Ergebnisse

### Männer

#### Mehrkampf
| Rang | Athlet           | Punkte  |
| ---- | ---------------- | ------- |
| 1.   | Michail Woronin  | 116.150 |
| 2.   | Shūji Tsurumi    | 115.250 |
| 3.   | Akinori Nakayama | 114.950 |

#### Mannschaft
| Rang | Team                            | Punkte  |
| ---- | ------------------------------- | ------- |
| 1.   | Japan                           | 575.150 |
| 2.   | Sowjetunion                     | 570.900 |
| 3.   | Deutsche Demokratische Republik | 561.000 |
| ...  |                                 |         |
| 8.   | BR Deutschland                  | 548.000 |
| 19.  | Österreich                      | 492.650 |

#### Boden
| Rang | Athlet            | Punkte |
| ---- | ----------------- | ------ |
| 1.   | Akinori Nakayama  | 19.400 |
| 2.   | Yukio Endō        | 19.375 |
| 3.   | Franco Menichelli | 19.300 |

#### Reck
| Rang | Athlet            | Punkte |
| ---- | ----------------- | ------ |
| 1.   | Akinori Nakayama  | 19.675 |
| 2.   | Yukio Endō        | 19.600 |
| 3.   | Takashi Mitsukuri | 19.425 |

#### Barren
| Rang | Athlet          | Punkte |
| ---- | --------------- | ------ |
| 1.   | Sergej Diamidow | 19.550 |
| 2.   | Michail Woronin | 19.400 |
| 3.   | Miroslav Cerar  | 19.350 |
| ...  |                 |        |
| 5.   | Matthias Brehme | 19.200 |

#### Pauschenpferd
| Rang | Athlet          | Punkte |
| ---- | --------------- | ------ |
| 1.   | Miroslav Cerar  | 19.525 |
| 2.   | Michail Woronin | 19.325 |
| 3.   | Takeshi Katō    | 19.125 |
| 4.   | Mathias Brehme  | 19.025 |

#### Ringe
| Rang | Athlet            | Punkte |
| ---- | ----------------- | ------ |
| 1.   | Michail Woronin   | 19.750 |
| 2.   | Akinori Nakayama  | 19.500 |
| 3.   | Franco Menichelli | 19.475 |

#### Sprung
| Rang | Athlet           | Punkte |
| ---- | ---------------- | ------ |
| 1.   | Haruhiro Matsuda | 19.425 |
| 2.   | Takeshi Katō     | 19.325 |
| 3.   | Akinori Nakayama | 19.050 |

### Frauen

#### Mehrkampf
| Rang | Athletin              | Punkte |
| ---- | --------------------- | ------ |
| 1.   | Věra Čáslavská        | 78.298 |
| 2.   | Natalja Kutschinskaja | 78.097 |
| 3.   | Keiko Ikeda           | 76.997 |
| 4.   | Erika Zuchold         | 76.596 |

#### Mannschaft
| Rang | Team                            | Turnerinnen | Punkte  |
| ---- | ------------------------------- | --- | ------- |
| 1.   | Tschechoslowakei                | Věra Čáslavská Jaroslava Sedláčková Maria Krajčírová Jána Kubičková-Posnerová Bohumila Řimnáčová Jindra Košťálová | 383.625 |
| 2.   | Sowjetunion                     | Natalja Kutschinskaja Larissa Petrik Sinaida Drushinina Larissa Latynina Polina Astachowa Olga Charlowa           | 383.587 |
| 3.   | Japan                           | Keiko Ikeda Taki Shibuya Hiroko Ikenada Taniko Mitsukuri Jasuko Furuyama Mitsuko Kandori                          | 380.923 |
| 4.   | Deutsche Demokratische Republik | | 377.818 |
| ...  |                                 | |         |
| 10.  | BR Deutschland                  | | 362.952 |
| 22.  | Österreich                      | | 330.053 |

#### Balken
| Rang | Athletin              | Punkte |
| ---- | --------------------- | ------ |
| 1.   | Natalja Kutschinskaja | 19.650 |
| 2.   | Věra Čáslavská        | 19.333 |
| 3.   | Larissa Petrik        | 19.250 |

#### Boden
| Rang | Athletin              | Punkte |
| ---- | --------------------- | ------ |
| 1.   | Natalja Kutschinskaja | 19.733 |
| 2.   | Věra Čáslavská        | 19.683 |
| 3.   | Sinaida Druschinina   | 19.666 |

#### Stufenbarren
| Rang | Athletin              | Punkte |
| ---- | --------------------- | ------ |
| 1.   | Natalja Kutschinskaja | 19.616 |
| 2.   | Keiko Ikeda           | 19.566 |
| 3.   | Takashi Mitsukuri     | 19.516 |

#### Sprung
| Rang | Athletin              | Punkte |
| ---- | --------------------- | ------ |
| 1.   | Věra Čáslavská        | 19.616 |
| 2.   | Erika Zuchold         | 19.566 |
| 3.   | Natalja Kutschinskaja | 19.516 |
| 4.   | Ute Starke            | 19.216 |

## Medaillenspiegel
| Rang | Land                            |   |   |   | total |
| ---- | ------------------------------- | - | - | - | ----- |
| 1    | Sowjetunion                     | 6 | 5 | 3 | 14    |
| 2    | Japan                           | 4 | 6 | 7 | 17    |
| 3    | Tschechoslowakei                | 3 | 2 | - | 5     |
| 4    | Jugoslawien                     | 1 | - | 1 | 2     |
| 5    | Deutsche Demokratische Republik | - | 1 | 1 | 2     |
| 6    | Italien                         | - | - | 2 | 2     |